# Aubrey Beardsley
Aubrey Vincent Beardsley (født 21. august 1872 i Brighton, død 16. marts 1898 i Mentone) var en engelsk illustrator og tegner.
Efter Edward Burne-Jones’ og Pierre Puvis de Chavannes’ tilskyndelse samlede Beardsley, der ellers syntes at have en stor musikalsk fremtid, sig om billedkunsten. 20 år gammel var han allerede berømt, og i de seks år, han endnu havde tilbage at leve i, nåede han at øve en så mægtig indflydelse på nyere dekorativ kunst, at dens virkninger endnu spores. Beardsleys hovedvirksomhed var bogillustrationen. Hans syge og sære kunst blev en af det dekadente åndslivs yppigste, eksotiske blomster. Han skabte med det sikreste håndelag en fantasifuld, raffineret elegant linjevirkning, der fortætter og forenkler virkeligheden, men ofte føles helt naturstridig; i så henseende går der tråde fra Beardsley til Félicien Rops. Beardsley fremtrådte første gang i Studio i 1893 og viste i begyndelsen påvirkning fra Morris og Burne Jones, der ses i illustration til Kong Arthur. Senere optog han japansk kunsts enkle og dekorative konturvirkning, der kan ses i hans arbejder til tidsskriftet The yellow Book og atter igen den fransk rokokoornamentik, men under stærkt personlig tilegnelse og med tilførsel af egenværdier som f.eks. hans sære småprikkede mønstre. I 1896 startede Beardsley det kortlevende tidsskrift The Savoy. Til hans mest berømte værker hører illustrationerne til Oscar Wildes Salomé. Hans tegninger er udgivet samlet (London 1893, 1897, 1899).